# Magdalene (film fra 1918)
|  | Denne artikel er oprettet af botten PalnaBot ud fra en ekstern database. Den kan derfor have sproglige fejl eller mangler. Denne skabelon kan fjernes efter kontrol af indholdet. |

 For alternative betydninger, se Magdalene. (Se også artikler, som begynder med Magdalene)
Magdalene er en dansk stumfilm fra 1918 instrueret af en ukendt instruktør.